# Dennis (Massachusetts)
Dennis és una població dels Estats Units a l'estat de Massachusetts. Segons el cens del 2000 tenia 15.973 habitants.

## Demografia
Segons el cens del 2000, Dennis tenia 15.973 habitants, 7.504 habitatges, i 4.577 famílies. La densitat de població era de 299,4 habitants per km².
Dels 7.504 habitatges en un 18,8% hi vivien nens de menys de 18 anys, en un 49% hi vivien parelles casades, en un 9,2% dones solteres, i en un 39% no eren unitats familiars. En el 33,3% dels habitatges hi vivien persones soles el 17,7% de les quals corresponia a persones de 65 anys o més que vivien soles. El nombre mitjà de persones vivint en cada habitatge era de 2,11 i el nombre mitjà de persones que vivien en cada família era de 2,65.
Per edats la població es repartia de la següent manera: un 16,9% tenia menys de 18 anys, un 4,6% entre 18 i 24, un 22,2% entre 25 i 44, un 27,8% de 45 a 60 i un 28,4% 65 anys o més.
L'edat mediana era de 49 anys. Per cada 100 dones de 18 o més anys hi havia 82,7 homes.
La renda mediana per habitatge era de 41.598 $ i la renda mediana per família de 50.478$. Els homes tenien una renda mediana de 40.528 $ mentre que les dones 29.153$. La renda per capita de la població era de 25.428$. Entorn del 5,4% de les famílies i el 7% de la població estaven per davall del llindar de pobresa.